# Kim Bo-ram
Pour les articles homonymes, voir RAM.
Dans ce nom coréen, le nom de famille, Kim, précède le nom personnel.
Kim Bo-ram (né le 9 avril 1973) est un archer sud-coréen.

## Biographie
Kim Bo-ram dispute les Jeux olympiques d'été de 1996 se tenant à Atlanta. Il se classe cinquième de l'épreuve individuelle et est sacré vice-champion olympique par équipe avec Jang Yong-ho et Oh Kyo-moon.